# Nowosielce Kozickie
Nowosielce Kozickie (ukrán nyelven: Новосільці Козицькi) Lengyelország délkeleti részén, a Kárpátaljai vajdaságban, a Bieszczadi járásban, Ustrzyki Dolne község területén található település, közel a lengyel–ukrán határhoz.A község központjától, Ustrzyki Dolnétől 16 kilométernyire északra található és a vajdaság központjától, Rzeszówtól 65 kilométernyire található délkeleti irányban.

## Fordítás
Ez a szócikk részben vagy egészben  a   Nowosielce Kozickie című angol Wikipédia-szócikk ezen változatának fordításán alapul.  Az eredeti cikk szerkesztőit annak laptörténete sorolja fel. Ez a jelzés csupán a megfogalmazás eredetét és a szerzői jogokat jelzi, nem szolgál a cikkben szereplő információk forrásmegjelöléseként.